# 霜

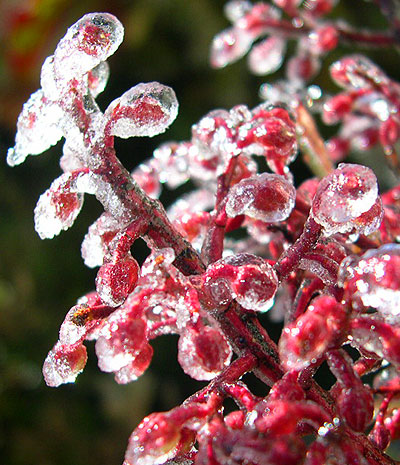
結霜的紅果子

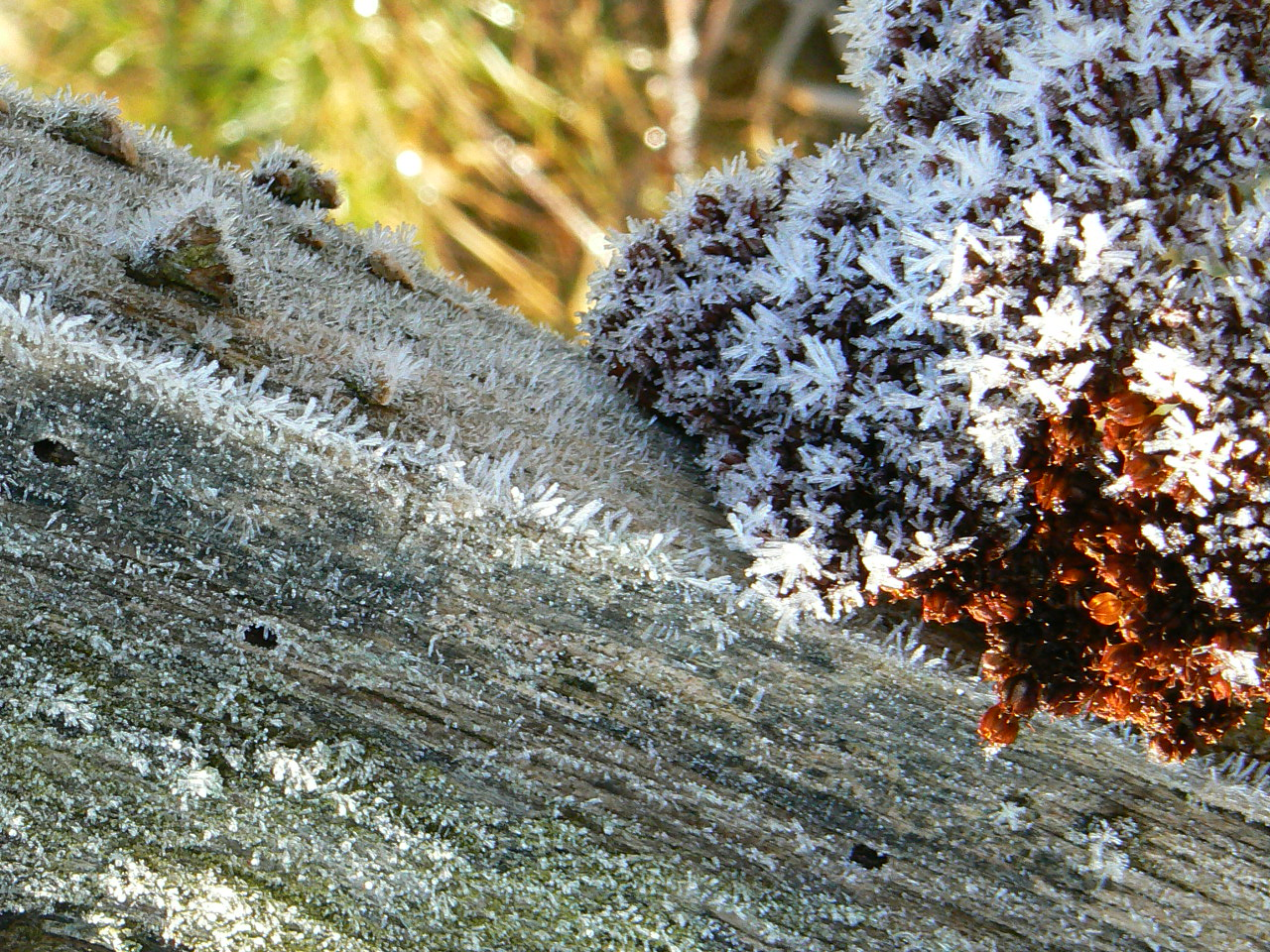
树木上的霜

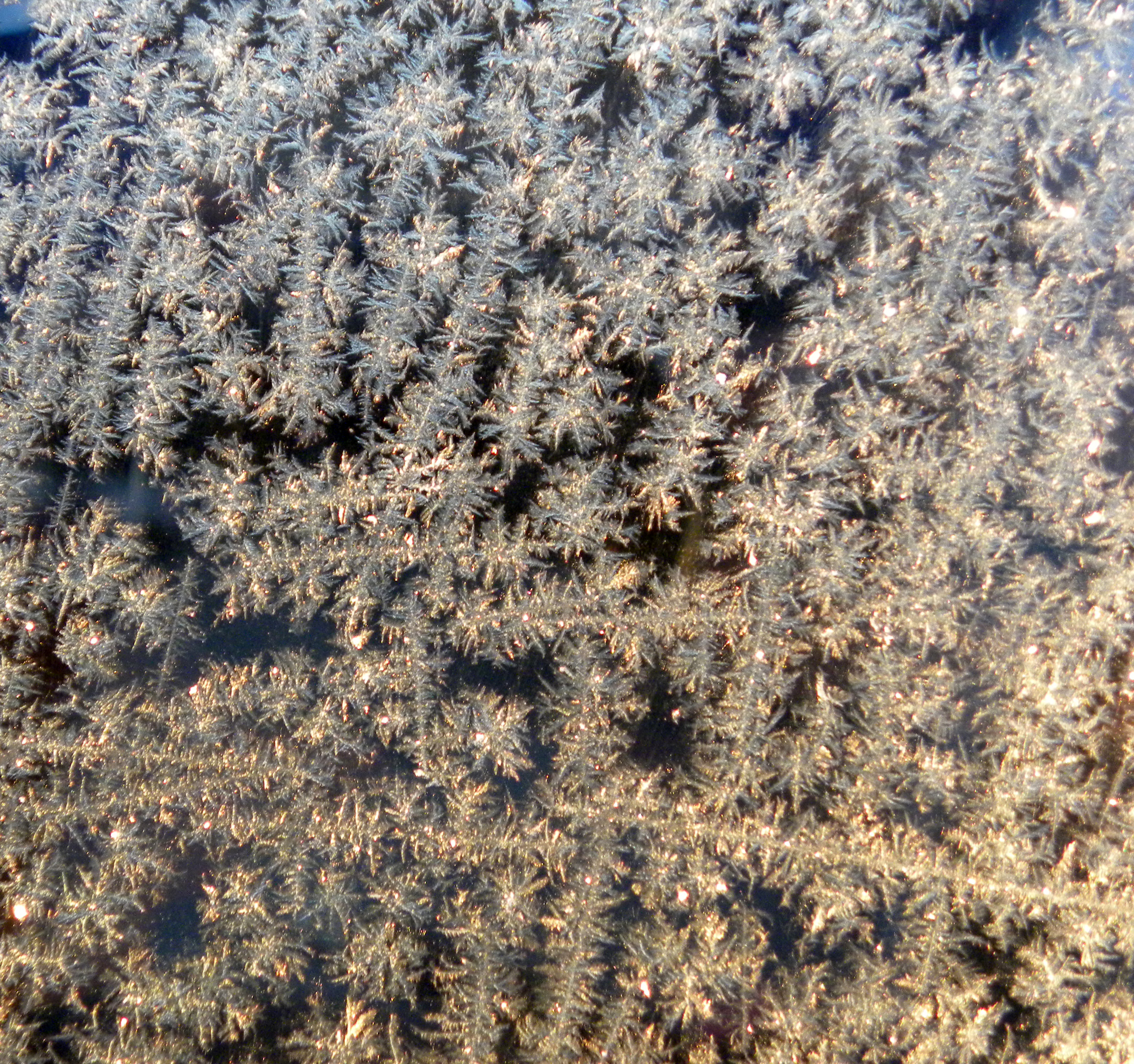

霜是水蒸氣（也就是氣態的水）在溫度很低時，一種凝华現象，跟雪很類似。嚴寒的冬天清晨，戶外植物上通常會結霜，這是因為夜間植物散熱的慢、地表的溫度又特別低、水蒸氣散發不快，還聚集在植物表面時就結凍了，因此形成霜。
科學上，霜是由冰晶組成，和露的出現過程是雷同的，都是空氣中的相對濕度到達100%時，水分從空氣中析出的現象，它們的差別只在於露點（水蒸氣液化成露的溫度）高於冰點，而霜點（水蒸氣凝华成霜的溫度）低於冰點，因此只有近地表的溫度低於攝氏零度時，才會結霜。
在寒帶地區、高山地區的農業災害中，霜害是極其常見的，為了避免蔬菜結霜之後被凍壞，多需倚賴溫室栽培的技術來增加農產量。
在中國節氣中，每年阳曆10月23-24日之间是霜降。

## 形成
如果一個固體表面變冷至低於周圍空氣的露點及它的表面比冰點冷，霜會在其表面形成。霜會組成針狀體的冰，在固體表面形成。晶體的大小會根據時間、温度和可獲得水蒸汽的數量而有所不同。「霜箭」會可能基於風向而形成。
在一般情況下，形成霜的沉積面必冷於周圍的空氣。例如當潮濕的空氣從地面上升，霜可能在冷的木製行人道的裂縫周圍形成。霜往往在有低熱容和高輻射率的其他物件上形成，所以霜會在釘子的頂部累積。在鄰近的地區出現的霜的外表會顯然不同，部分是由於那些地區位處於不同的海拔，較低的地區在晚上會較冷。這還受到因地面無風影響自上而下的空氣溫度，造成不同的吸收率和熱容影響。
因為冷空氣的密度較熱空氣高，在平靜天氣冷空氣貼近地面興聚。這能解釋為何在低窪地區，霜較普遍和廣泛。
霜的形成是凝華的例子。

## 種類

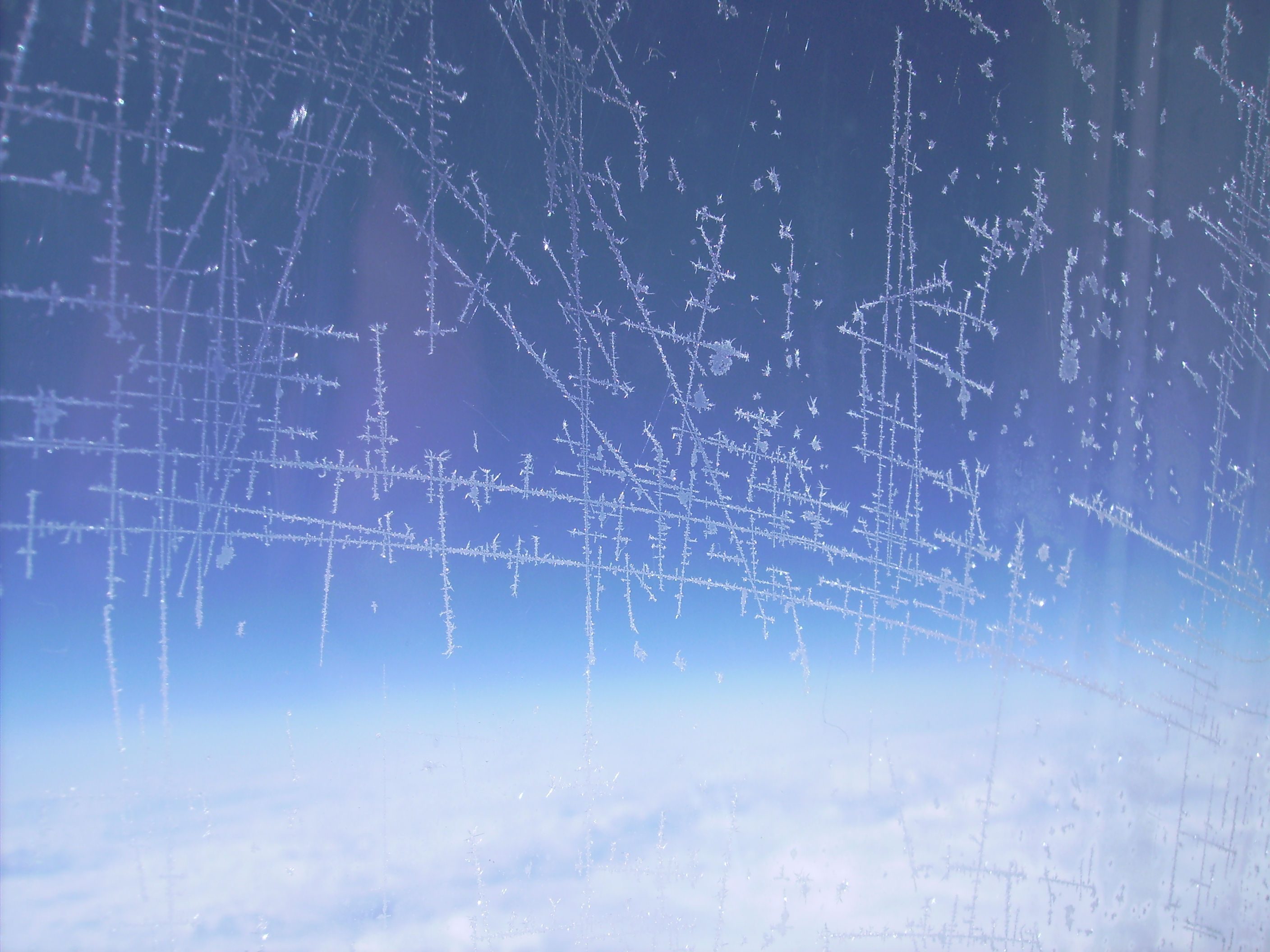
十字
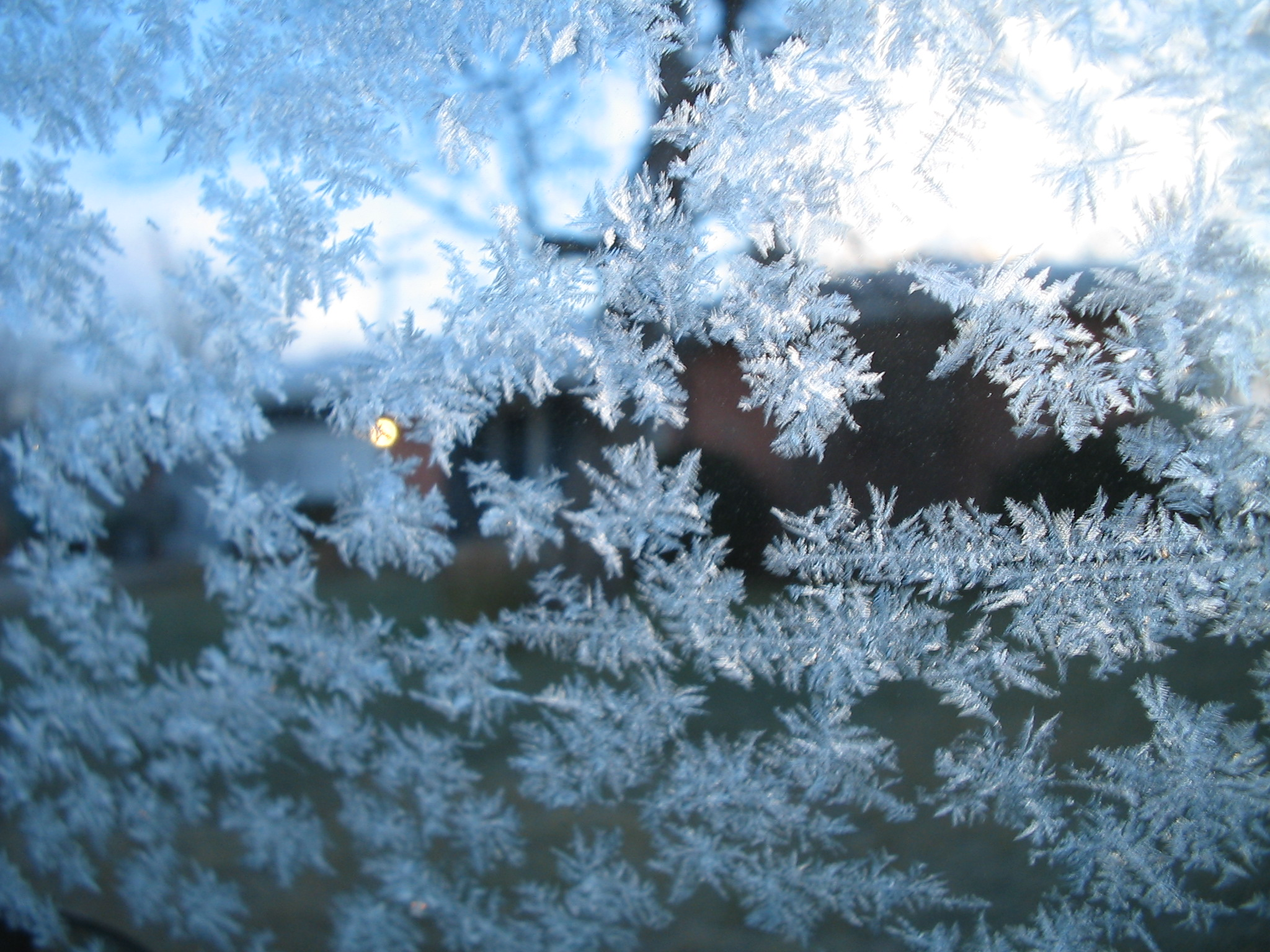
雪晶
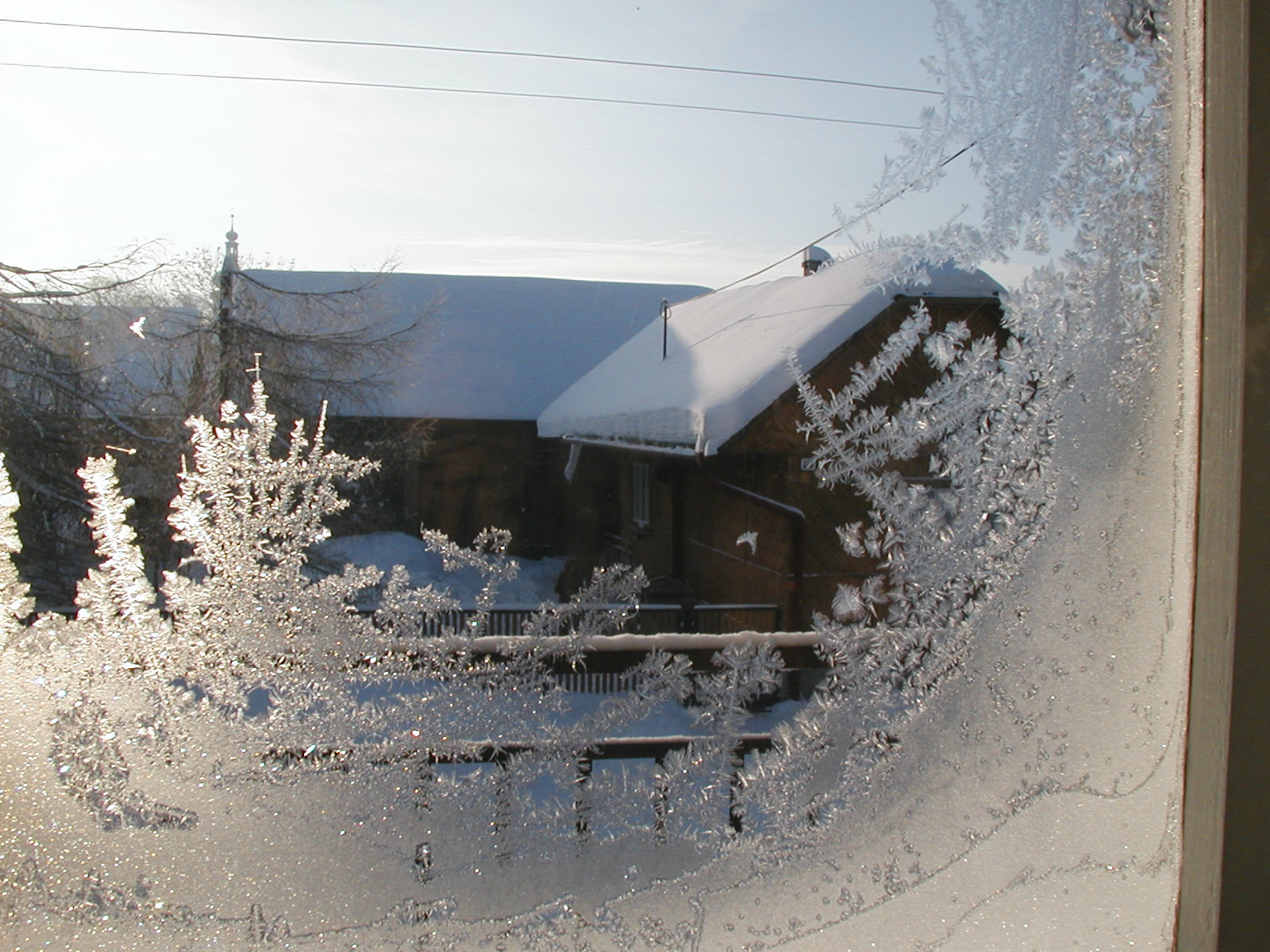
枝狀
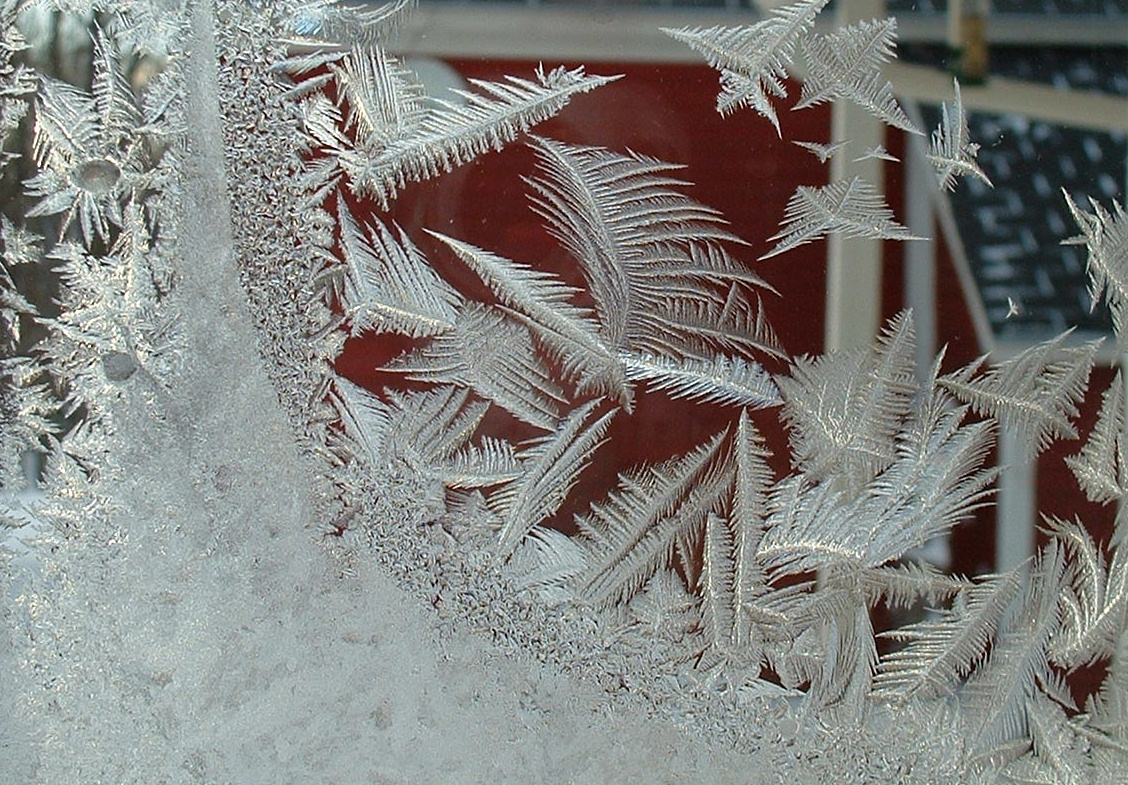
蕨葉狀

## 延伸阅读
[在维基数据编辑]
 《欽定古今圖書集成·曆象彙編·乾象典·霜部》，出自陈梦雷《古今圖書集成》

## 外部連結
- 大气科学馆－霜 （页面存档备份，存于）